# Caraffa di Catanzaro
Caraffa di Catanzaro là một đô thị ở tỉnh Catanzaro trong vùng Calabria miền nam Italia. Đô thị này có 2069 người.
Đô thị này giáp với các đô thị: Catanzaro, Cortale, Maida, Marcellinara, San Floro, Settingiano.